# Enckevort (Adelsgeschlecht)

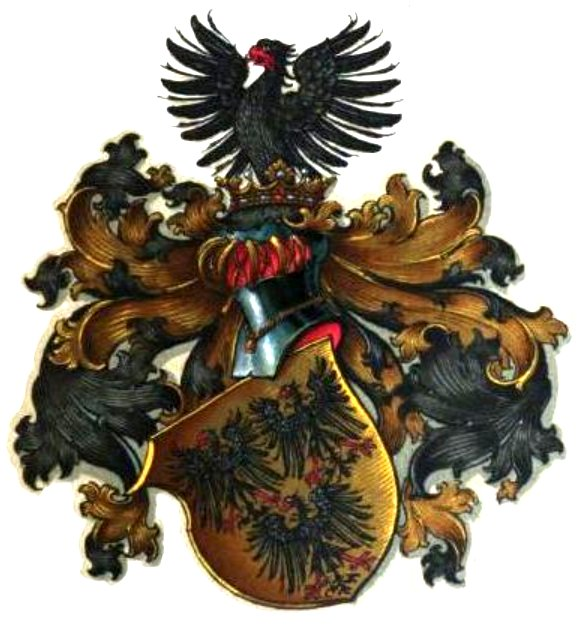
Wappen derer von Enckevort (1530)

Enckevort (vormals auch van Enckenvoirt (niederländisch) und von Enkevort) ist der Name eines ursprünglich aus der Grafschaft Brabant in den Niederlanden stammenden alten freiherrlichen und gräflichen Adelsgeschlechts, das sich nachfolgend in Österreich, Brandenburg und Pommern ausbreitete; die freiherrlich brandenburg-pommersche Linie besteht bis heute fort.

## Geschichte

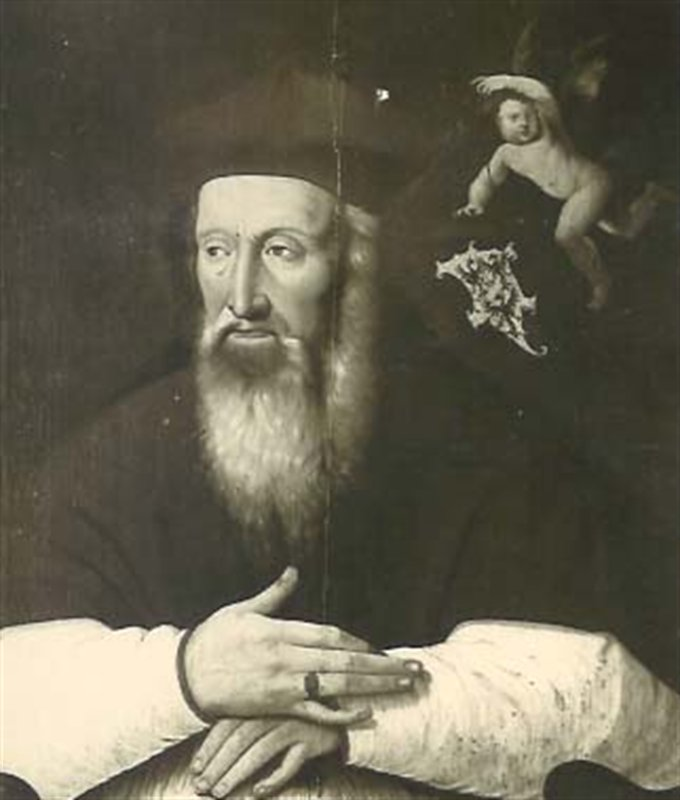
Kardinal Willem van Enckevoirt (1464–1534)

Das Adelsgeschlecht wird urkundlich erstmals Anfang des 13. Jahrhunderts in der Grafschaft Brabant in den Niederlanden erwähnt. Der Kardinal Wilhelm III. von Enckenvoirt war ein Vertrauter von Papst Hadrian VI. Mit seinem Tod im Jahre 1534 starb das Geschlecht im Mannesstamm aus, der Name ging aber auf die Nachfahren von dessen Schwester, der Äbtissin Elisabeth Michiels von Enckenvoirt, über.
Die neue Hauptlinie des Geschlechts wurde fortan durch ihren Sohn Gottfried (I.) begründet, die sich mit dessen Sohn Gottfried (II.) zum Ende des 17. Jahrhunderts in eine österreichische und brandenburgische Linie verzweigte. Die Linie in den Niederlanden bestand bis Ende des 17. Jahrhunderts fort.
Adrian von Enkevort war im Dreißigjährigen Krieg ein Heerführer der Katholischen Liga sowohl in kaiserlichen wie in bayerischen Diensten. Er war mit einer Tochter des kaiserlichen Hofkanzlers Johann Baptist Verda von Verdenberg verheiratet. 1651 wurde er zum Reichsgrafen erhoben. Das Verdenberg'sche Schloss Namiest in Böhmen kam so 1688 an die Grafen Enckevort, ebenso die niederösterreichischen Herrschaften Bierbaum, Gedersdorf, Schloss Grafenegg, Mollands, Neuaigen, Schloss Seebarn, Grafenwörth, Schönberg, Schloss Thürnthal und Schloss Walkersdorf. Mit dem Tod des Geheimrats Adrian Graf von Enckevort am 20. August 1738 starb dieser gräfliche Familienzweig im Mannesstamm aus. Anthonie Graf Breuner (1698–1757) nahm als Erbe den Namen Breuner von Enkevoirt an.

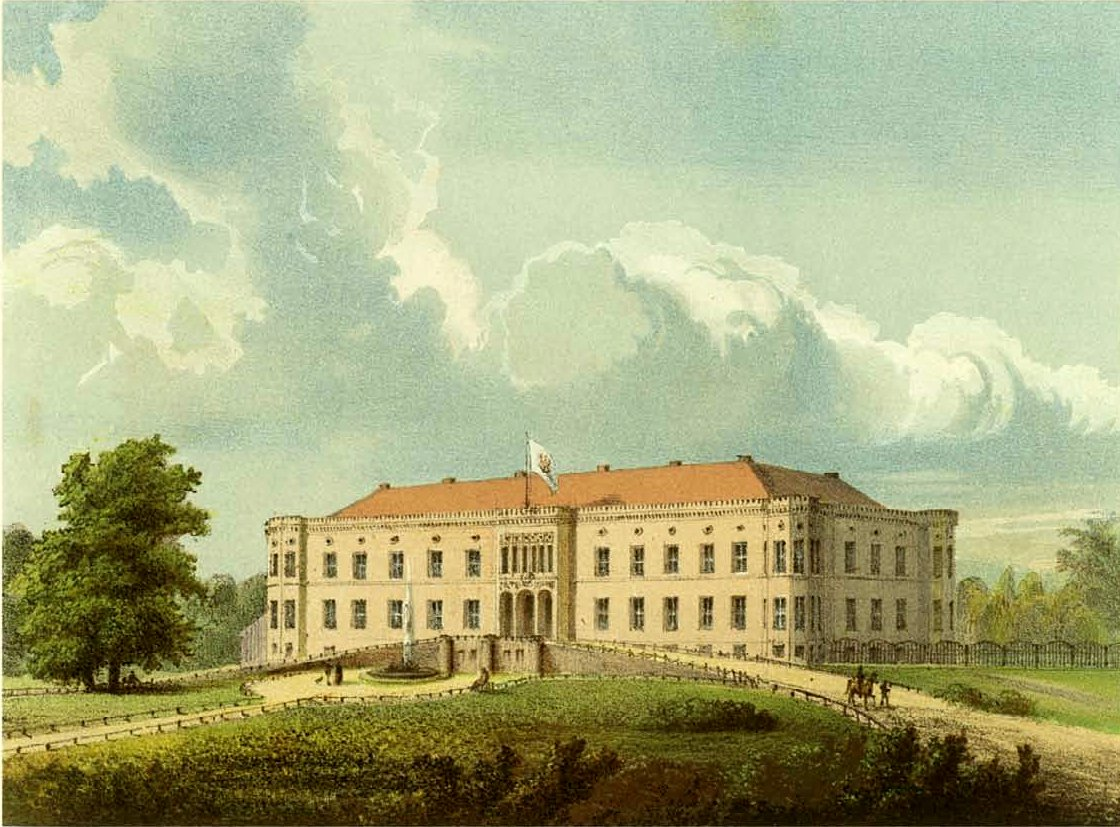
Schloss Vogelsang in der Mitte des 19. Jh.

Generalproviantmeister Daniel Enckevort erhielt am 16. Februar 1663 von Kaiser Leopold I. die Aufnahme in den Reichsadelsstand; dieser wurde durch Kurfürst Friedrich Wilhelm von Brandenburg am 18. Januar 1665 bestätigt. Vertreter seiner Familie erwarben nachfolgend die Dörfer Vogelsang, Warsin, Bellin, Albrechtsdorf, Mönkenberg und Christianenberg; die Familie Enckevort besaß diese Güter bis zum Kriegsende im Jahr 1945. Die Nachkommen des Regierungspräsidenten Gustav Heinrich von Enckevort waren Gutsherren zu Gartz und Rosenfelde im Landkreis Pyritz. Auf ihrem Gut Vogelsang(-Warsin) ließ Bernd Friedrich von Enckefort im Jahr 1711 auf den Grundmauern einer ehemaligen Burg ein zweigeschossiges Gutshaus bauen; dieses wurde durch Eduard Friedrich von Enckevort im frühen 19. Jahrhundert durch das repräsentative Schloss Vogelsang ersetzt. Eduard Friedrich ließ zudem auf diesem Stammgut im Jahr 1828 eine Erbbegräbnisstätte der Familie anlegen.
1904 wurde eine Familienverband gegründet.

## Standeserhöhungen
- Adrian von Enkevort: Erhebung des k.k. Feldmarschalls Adrian Freiherr von Enkevort in den Reichsgrafenstand im Jahr 1651.[1]

## Wappenbeschreibung

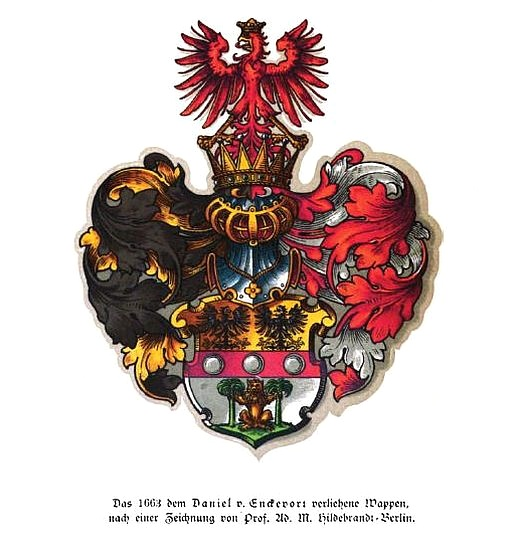
Wappen gemäß kaiserlichem Diplom vom 16. Februar 1663

Im kaiserlichen Diplom vom 16. Februar 1663 ist das Wappen auf folgende Weise bestimmt:

„Ein Schild, das in der Mitte mit einem breiten rothen Strahl, darin nach einander drei eiserne’ Kanonenkugeln so abgetheilt sind, dass der untere Thieil weiss oder silberfarben, in welchem Grunde auf einem grünen Berge ein hockender aufrecht zum Grimm gereizter Löwe auf beiden Seiten mit seinen Pranken einen grünen Palmbaum hält; der obere Theil ist gold; es sind darin zwei gegen einander einwärts gestellte schwarze Adler mit offenem Schnabel, rothen Zungen und von sich spreizenden Waffen; auf dem Schilde ein frei offener adeliger Turnierhelm, mit einer goldfarbenen altheidnischen Krone geziert, auf welcher ein rother ausgebreiteter, einfacher und gekrönter Adler, wie im Schilde, sich befindet.“

## Bedeutende Vertreter des Geschlechts

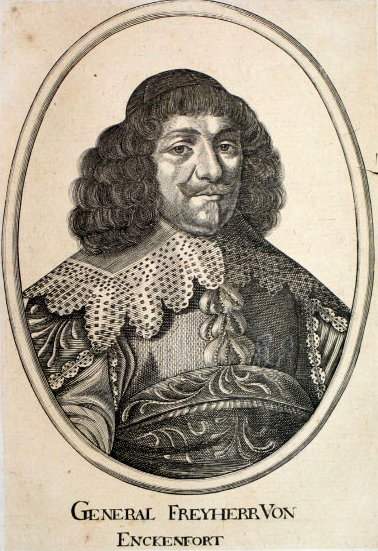
General Freyherr von Enckenfort (Adrian von Enkevort)

- Wilhelm III. von Enckenvoirt (1464–1534), Kardinal und Bischof von Tortosa (1523–34) und Utrecht (1529–1534)
- Adrian von Enkevort (1603–1663), k.k. Feldmarschall,[4] Burgherr auf Ledeč nad Sázavou
- Gustav Heinrich von Enckevort (1726–1807), preußischer Justizjurist, Vizepräsident der Pommerschen Regierung
  - Bernd Gottlieb von Enckevort (1752–1782), Ritterschaftsrat, Gutsbesitzer[5]
- Eduard Friedrich von Enckevort (1808–1883), preußischer Politiker sowie Guts- und Schlossherr auf Vogelsang in Pommern
- Adrian von Enckevort (1840–1898), preußischer Offizier und Politiker sowie Guts- und Schlossherr auf Vogelsang in Pommern
- Gerhard von Enckevort (1868–1945), deutscher Generalmajor, 2. Stellvertreter[6] des Adelsmarschalls der Deutschen Adelsgenossenschaft

## Trivia
- In Berlin-Lichtenberg wurde der Enckevortweg nach einem Mitglied der Adelsfamilie benannt.[7]
- Frau von Enckevort aus Albrechtsdorf nahm bis 1945 das Patronat über die St. Marienkirche in Neuwarp wahr.
- Wenzel Adrian von Enkevoirt gründete 1737 das Dorf Enkenfurt.